# Egipto (mitología)
En la mitología griega, Egipto (en griego antiguo Αἴγυπτος Aígyptos) era un héroe epónimo, hijo de Belo y Anquínoe, hija del Nilo. Su hermano era Dánao, con quien no tenía buena relación. O bien era hijo de Belo y Side, la epónima de la fenicia Sidón. Una versión tardía lo denomina como Egisto.
Belo estableció en Arabia a Egipto, pero este también subyugó el país de los melámpodes («pies negros») y lo denominó Egipto, como él. De múltiples mujeres tuvo Egipto cincuenta hijos, los Egíptidas. Más tarde, al surgir entre Egipto y Dánao una rivalidad por el trono, Dánao, por temor a sus sobrinos, construyó una nave y embarcando en ella huyó del país con sus hijas. Pero los Egíptidas llegaron a Argos, exhortaron a Dánao a poner fin a su enemistad y le pidieron a sus hijas en matrimonio. Dánao, aunque desconfiaba de sus propósitos y guardaba un rencor por su exilio, consintió y distribuyó una boda masiva entre las Danaides y los Egíptidas. Una vez que hicieron el sorteo de los matrimonios Dánao celebró el banquete y proporcionó cuchillos a sus hijas. Estas degollaron a sus esposos mientras dormían, excepto Hipermestra, quien salvó a Linceo porque había respetado su virginidad. Las otras danaides enterraron las cabezas de sus esposos en Lerna y tributaron honras fúnebres a los cuerpos ante la ciudad.
Tzetzes no se complica y alega que los cincuenta egíptidas nacieron todos de una náyade, Eurírroe, una hija del Nilo. De la misma manera otra fuente nos dice que la esposa de Egipto era Isea, una hija de Agenor. Un escoliasta sitúa a Egipto y Dánao en un primer momento en la Argólida, de donde Egipto fue expulsado y huyó hasta las tierras libias que llevarían su nombre. Otro Egipto es descrito como hijo de Zeus y Tebe, pero no se sabe si son el mismo personaje. En Patras, junto al bosque sagrado, hay dos santuarios de Sérapis. En uno hay un sepulcro de Egipto, hijo de Belo.
Algunos aseguran que Linceo consiguió por fin la paz entre Dánao y Egipto. Muy afectado, Egipto se retiró entonces a Acaya hasta el fin de sus días.

### Los cincuenta egíptidas
Este es el recuento de la nómina que nos ofrece Apolodoro, dividida según las consortes de Egipto:
- Con una mujer de linaje real, Argifía: seis hijos (Linceo, Proteo, Busiris, Encélado, Lico y Daifrón).
- Con una mujer árabe: diez hijos (Istro, Calcodonte, Agenor, Queto, Diocoristes, Alces, Alcménor, Hipótoo, Euquénor e Hipólito).
- Con una mujer fenicia: siete hijos (Agaptólemo, Cércetes, Euridamante, Egio, Argio, Arquelao, y Menémaco).
- Con Tiria: tres hijos (Clito, Esténelo y Crisipo).
- Con la ninfa náyade Caliadna: doce hijos (Euríloco, Fantes, Perístenes, Hermo, Driante, Potamón, Ciseo, Lixo, Imbro, Bromio, Políctor y Ctonio).
- Con Gorgo o Gorge: seis hijos (Perifante, Eneo, Egipto, Menalces, Lampo e Idmón).
- Con Hefestine: seis hijos (Idas, Daifrón, Pandión, Arbelo, Hiperbio e Hipocoristes).